# كأس جورجيا 2000–01
كأس جورجيا 2000–01 هو موسم من كأس جورجيا. أشرف على تنظيمه اتحاد جورجيا لكرة القدم، وفاز فيه توربيدو كوتيسي.